# Naenia venosa
Naenia venosa là một loài bướm đêm trong họ Noctuidae.